# WFV-Pokal 1989/90
Der WFV-Pokal 1989/90 war die 37. Austragung des Pokalwettbewerbs der Männer im württembergischen Amateurfußball. Titelverteidiger war der seinerzeitige Oberligist SC Geislingen. Im Finale am 1. Mai 1990 gewann der SSV Reutlingen 05 im heimischen Stadion an der Kreuzeiche mit einem 3:0-Sieg über den FC Wangen 05 den Titel. Damit wurde der Klub zum zweiten Mal Landespokalsieger. Im Halbfinale hatte der SSV Reutlingen dabei die Mannschaft des Landesligisten SC Korb mit 2:0 besiegt, die vom späteren  Reutlinger sowie Bundesliga-Trainer Ralf Rangnick betreut wurde.
Beide Finalisten qualifizierten sich mit der Endspielteilnahme für den DFB-Pokal 1990/91 und schieden jeweils in der ersten Hauptrunde aus. Der Reutlinger Pokalsieger schied trotz zwischenzeitlicher 3:1-Führung gegen den Bundesligisten Karlsruher SC mit einer 3:6-Niederlage nach Verlängerung aus, der FC Wangen verlor mit 1:2 gegen den Zweitligisten Rot-Weiss Essen.

## Endspiel
| SSV Reutlingen 05                                     | SSV Reutlingen 05 | FC Wangen 05 | FC Wangen 05 |
| ----------------------------------------------------- | --- | --- | ------------ |
| SSV Reutlingen 05                                     | \| 1. Mai 1990 in Reutlingen (Stadion an der Kreuzeiche) \| \| Ergebnis: 3:0 (2:0) \| \| Zuschauer: 2100 \| \| Schiedsrichter: Helmut Geyer (Ludwigsburg) \|                                                                                    | \| 1. Mai 1990 in Reutlingen (Stadion an der Kreuzeiche) \| \| Ergebnis: 3:0 (2:0) \| \| Zuschauer: 2100 \| \| Schiedsrichter: Helmut Geyer (Ludwigsburg) \|                                                                                             | FC Wangen 05 |
| SSV Reutlingen 05                                     | Manfred Vöhringer – Thomas Bauer – Otmar Rösch, Jürgen Schnizler – Thomas Schwend, Jörg Spannenberger, Pascal Müller, Wolfram Bauer, Oliver Müller (81. Björn Roth) – Hermann Rudolf, Klaus Weiss (81. Thomas Jäger) Cheftrainer: Jürgen Strack | Kornelius Weber – Klaus Biedenkapp – Rolf Gollinger, Uli Schuwerk – Jürgen Gollinger, Robert Thommes, Frank Mayer, Markus Heinrich, Fredy Huckenbeck (79. Rainer Stiller) – Mario Haberer, Herbert Breher (52. Klaus Wanner) Cheftrainer: Peter Ailinger | FC Wangen 05 |
| SSV Reutlingen 05                                     | 1:0 Spannenberger (2.) 2:0 Müller (42.) 3:0 Müller (89.) | | FC Wangen 05 |
| 1. Mai 1990 in Reutlingen (Stadion an der Kreuzeiche) | | |              |
| Ergebnis: 3:0 (2:0)                                   | | |              |
| Zuschauer: 2100                                       | | |              |
| Schiedsrichter: Helmut Geyer (Ludwigsburg)            | | |              |